# Unterstinkenbrunn
Unterstinkenbrunn – gmina w Austrii, w kraju związkowym Dolna Austria, w powiecie Mistelbach. Liczyła 552 mieszkańców (1 stycznia 2014).